# Tingvad
Tingvad er navnet på et engområde i Borum og Lyngby Sogne mellem Aarhus og Silkeborg i Østjylland.

## Om navnet
Ifølge lokalhistorikeren August F. Schmidt, Aarhus 1953, fandtes et vadested over Yderup Bæk, men da denne er ganske smal, synes det mere sandsynligt, at navnet relaterer til et vadested over Lyngbygård Å. På østjysk dialekt kan man imidlertid ikke høre forskel på "tingvad" og "tingvej", og det er muligt, at betegnelsen snarere betyder det sidste. Et par nærliggende oldtidshøje ved Yderup har været kaldt Tinghøje.
I nyere tid er Tingvad tillige gjort til et navn på bivejen mellem landsbyerne Borum og Lyngby.
Tingvad er siden 15-03-1948 tillige et beskyttet familienavn.